# 豆盧寧
豆盧 寧（とうろ ねい、500年 - 565年）は、中国の西魏から北周にかけての軍人。字は永安。本貫は昌黎郡徒河県。

## 経歴
柔玄鎮将の豆盧萇の子として生まれた。豆盧氏は慕容氏の分支で、豆盧寧の曾祖父の慕容丑（慕容精の子）とその兄の慕容勝のときに北魏に帰順して、豆盧氏の姓を受けた。豆盧とは北方の言葉で「帰義」を意味するとされる。祖父は豆盧什伐。
豆盧寧は身長が8尺、容姿が美しく、騎射を得意とした。北魏の永安年間、別将として爾朱天光の下で関中に入り、都督を加えられた。万俟醜奴を撃破した功績により、霊寿県男の爵位を受けた。532年、爾朱天光が敗死すると、侯莫陳悦に従った。534年、侯莫陳悦が賀抜岳を殺害し、宇文泰が侯莫陳悦を討つと、豆盧寧は李弼とともに宇文泰に帰順した。
孝武帝が関中に入ると、奉迎の功により、豆盧寧は河陽県伯に封ぜられた。535年、前将軍に任ぜられ、爵位は侯に進んだ。顕州刺史・顕州大中正に転じた。まもなく撫軍将軍・銀青光禄大夫に任ぜられ、爵位は公に進んだ。鎮東将軍・金紫光禄大夫に任ぜられた。537年、宇文泰の下で竇泰を捕らえ、弘農を奪い、沙苑で東魏軍を破った、武衛大将軍に任ぜられ、大都督を兼ねた。まもなく車騎大将軍・儀同三司に進んだ。北華州刺史に任ぜられ、州治において清廉公平で知られた。散騎常侍を加えられた。541年、于謹の下で稽胡の劉平伏を上郡で破った。梁仚定が乱を起こすと、豆盧寧は軍司となり、隴右の軍事を監督して乱の鎮圧にあたった。乱が平定されると、侍中・使持節・驃騎大将軍・開府儀同三司となった。543年、宇文泰の下で高仲密を迎え、東魏の軍と邙山で戦い、左衛将軍に転じ、范陽郡公に進んだ。550年、大将軍に任ぜられた。羌族の傍乞鉄怱と鄭五醜らが叛くと、豆盧寧は乱の鎮圧にあたった。555年、武陽郡公に改封され、尚書右僕射に転じた。南朝梁の王琳が部将の侯方児・潘純陀らを派遣して江陵を攻撃すると、豆盧寧は蔡祐・鄭永らとともにこれを討ち、侯方児らは敗走した。556年、武興の氐族が呼応して叛くと、豆盧寧は乱を討って平定した。557年、北周の孝閔帝が即位すると、豆盧寧は柱国大将軍に任ぜられた。559年、同州刺史として出向した。また諸軍を率いて稽胡の郝阿保・劉桑徳らを討ち、これを破った。凱旋すると、大司寇に転じ、楚国公に進んだ。564年、岐州刺史に任ぜられた。北斉に対する攻撃に従軍したが、病のため輿に乗っていた。565年、同州で死去した。太保・同敷等十州諸軍事・同州刺史の位を追贈された。諡は昭といった。弟の豆盧永恩の子の豆盧勣が後を嗣いだ。

## 伝記資料
- 『周書』巻19 列伝第11
- 『北史』巻68 列伝第56